# خاصیت بی‌حافظگی
متغیر تصادفی X زمانی بی‌حافظه است که توزیع شرطی احتمال زیر در مورد آن صدق کند:
{\displaystyle \Pr \left[X>s+t|X>t\right]=\Pr \left[X>s\right],s,t\geq 0}
خاصیت بی‌حافظگی بیانگر آن است که در بازه‌ای از زمان، احتمال اینکه متغیر تصادفی X دارای توزیعی حداقل برابر s+t باشد، به شرطی که تا لحظهٔ t از این بازهٔ زمانی دارای توزیعی حداقل برابر t بوده باشد، حداقل برابر s خواهد بود، یعنی مقدار توزیع احتمال پیشین تا این لحظه هیچ‌گونه تأثیری روی توزیع احتمال ندارد.
بهترین مثال برای خاصیت بی‌حافظگی، طول عمر یک دستگاه (برای نمونه لامپ) است. اگر یک لامپ t ساعت کار کرده باشد، احتمال اینکه s ساعت دیگر نیز (یعنی s+t ساعت از آغاز) کار کند، برابر با احتمال اولیه آن است که لامپ حداقل s ساعت کار کند. به عبارت بهتر، توزیع طول عمر باقی‌ماندهٔ دستگاه برابر توزیع طول عمر اولیهٔ آن است.
متغیر تصادفی گسستهٔ هندسی و متغیر تصادفی پیوستهٔ نمایی دارای خاصیت عدم حافظه هستند.